# Леканто (Флорида)
Леканто (енгл. Lecanto) насељено је место без административног статуса у америчкој савезној држави Флорида.

## Демографија
По попису из 2010. године број становника је 5.882, што је 721 (14,0%) становника више него 2000. године.
| Група             | 2000.         | 2010.         |
| Белци             | 4.741 (91,9%) | 5.204 (88,5%) |
| Афроамериканци    | 153 (3,0%)    | 239 (4,1%)    |
| Азијати           | 39 (0,8%)     | 83 (1,4%)     |
| Хиспаноамериканци | 140 (2,7%)    | 272 (4,6%)    |
| Укупно            | 5.161         | 5.882         |